# Longdon-on-Tern
Longdon-on-Tern – wieś w Anglii, w hrabstwie ceremonialnym Shropshire, w dystrykcie (unitary authority) Telford and Wrekin. Leży 13 km na wschód od miasta Shrewsbury i 216 km na północny zachód od Londynu.